# Лука (Конашевич)
Епископ Лука (в миру Лаврентий Конашевич; умер 1 (12) января 1758) — епископ Русской православной церкви, епископ Белгородский и Обоянский.

## Биография
В 1724 году закончил полный курс Киевской академии (класс богословия) и был оставлен в ней преподавателем.
В 1725 году постригся и вскоре был назначен стряпчим (представителем) Киевской епархии в Москве, где киевские архиереи имели подворье.
В 1727 году назначен был учителем пиитики в Московскую славяно-греко-латинскую академию.
9 сентября 1730 года определён проповедником и в том же году привлечён к допросу по делу киевского архиепископа Варлаама Вонатовича.
В 1732 году «конционатор» Лука, по требованию графа фельдмаршала фон Миниха, был перемещён в Санкт-Петербург законоучителем кадетского корпуса. Кроме прямых обязанностей по корпусу, Лука Конашевич исполнял поручения высшей власти: наставлял в истинах православной веры пожелавших принять православие солдат из чувашей Копорского полка и увещевал служителя смоленского шляхтича князя Михаила Друцкого-Соколинского Матвея Шукеевича сознаться в вымышлении чуда от иконы Пресвятые Богородицы, бывшей в доме одного шляхтича в деревне Шелбицах Смоленского уезда.
В 1735-м году 20 октября Лука Конашевич был назначен настоятелем Симонова монастыря, с производством в сан архимандрита, и тогда же ему поручено было осмотреть все книги в библиотеках Московской типографии и Синодальной (Патриаршей), и «если что востребуется к лучшему учреждению сих библиотек, то устроить общим согласием в Синодальной с казначеем и ризничим, а в типографской с директором; излишние же на греческом, латинском и прочих иностранных диалектах книги, если их окажется одним званием по 20-ти и более, оценив, продать с публичного торга, оставив в библиотеках по одному лучшему экземпляру, и о проданных донести».

### На Устюжской епархии
В 1737 году архимандрит Лука был назначен был епископом Великоюстюжской и Усть-Вымской епархии
Он основал в Великом Устюге латинскую школу с семинарией, над которыми смотрение поручил вызванному из Москвы канцеляристу Алексею Иванову Панову и которые, по упразднении Великоустюжской епархии, были переведены в Вологду.

### На Казанской кафедре
9 марта 1738 года был перемещён на Казанскую кафедру.
Семнадцатилетнее пребывание Луки на казанской кафедре оставило неоднозначные оценки. Чаще всего его имя связывают с ревностной борьбой против ислама, активной миссионерской деятельностью, зачастую переходившей границы силового произвола. Лука прославился разрушением мечетей, попыткой выселения татар-мусульман из городской черты Казани (см. Новая Татарская слобода (Казань)). У татар он заслужил прозвище «Аксак Каратун» (хромой черноризец) и вошёл в фольклор в качестве отрицательного персонажа.
В управлении Казанской епархией проявил недюжинные управленческие способности. Предпринял попытку переустройства Казанской духовной семинарии по образцу Киевской и Московской академии; он вытребовал обратно в семинарию распущенных предшественником его архиепископом Гавриилом 68 воспитанников, принял в 1739-м году значительное количество новых учеников и таким образом в этом году в семинарии оказалось 183 воспитанника. При нём была завершена постройка каменного семинарского корпуса.
В 1742 и 1749 годах пожаром уничтожены были все деревянные постройки при семинарии, и преосвященный Лука на отпущенную из коллегии экономии, по его усиленному ходатайству, сумму построил новые каменные здания при семинарии как жилые, так и службы, деревянную ограду в 45 сажен окружностью, а равно возобновил пострадавшие от пожара деревянные части главного семинарского здания; он же устроил в семинарии тёплую и холодную церкви.
Желая иметь учительных пастырей, особенно потребных для лучшего успеха в деле проповеди православия и обращения в православие инородцев, как то: татар, черемис (марийцев), чувашей, мордвы и вотяков (удмуртов), преосвященный Лука расширил программу семинарского преподавания и в 1739 году составил и отослал в Высочайший Кабинет новый штат Казанской семинарии.
В 1738 году он открыл в семинарии класс арифметики, в котором преподавалась и геометрия; в 1739 году — класс философии (первым преподавателем в котором был иеромонах Вениамин Пуцек-Григорович, бывший впоследствии Казанским митрополитом), а затем класс богословия, для преподавания в котором выписал из Киева Феофана Игнатовича, бывшего впоследствии епископом Черниговским, и Леонтия Кременецкого.
Его же заботами устроена была семинарская библиотека и снабжена «многими знатных авторов разноязычными и особливо латинскими книгами», большая часть которых составляла собственную библиотеку преосвященного Луки. На запрос Синода о том, нет ли нужды в присылке экзаменаторов для ставленников в Казанской епархии, преосвященный Лука ответил отрицательно; он же усиленно хлопотал об увеличении жалованья духовенству Оренбурга и служащим в Оренбургском духовном правлении.
Указ от 17 сентября 1740 года для подготовки духовенства, знающего местные языки, предписывал открыть четыре новокрещенских школы в Казани, Елабуге, Цивильске, Царевококшайске. Это распоряжение исполнялось недостаточно оперативно. Понадобился ещё один указ императрицы Елизаветы Петровны, предписывавший выделение необходимых средств. Школы в Казани, Царевококшайске и Елабуге были открыты в 1750 году, а вместо Цивильской школы была сохранена школа в Свияжском Успенском монастыре, открытая при владыке Иларионе (Рогалевском). Елабужская школа просуществовала год, затем её здания сгорели и больше не восстанавливались. В 1754 году по инициативе епископа Луки оставшиеся три школы были объединены в одну, учащиеся переведены в Казань, в построенный к этому времени комплекс зданий в татарской слободе.
Организация учебного процесса в новокрещенских школах была весьма примитивной, и они не выполняли отведённой им роли. Набор детей из чувашей, татар, марийцев, удмуртов осуществлялся принудительно, учащиеся чаще всего укрывались в школе от рекрутских наборов, с другой стороны зачисленные в школу исключались из податных сословий. Эффективность обучения была крайне низкой вследствие отсутствия специальной педагогической системы. На крайне низком уровне находилось преподавание — преподавателями служили дьячки и пономари, имевшие за плечами в лучшем случае низшие классы семинарии, или обученные грамоте солдаты и унтер-офицеры. В новокрещенских школах не применялись родные языки. При этом не было предусмотрено и специальное изучение русского языка, которого не знали набранные в школу дети. Овладение грамотой растягивалось на два-три года, а почти половину учащихся объявляли «неспособными». На самом деле «неспособными» были, конечно, не ученики, а «педагоги». В результате примерно четверть учащихся умирала, четверть разбегалась, четверть «по неспособности» отпускалась в свои общины без свидетельства о полученном образовании. Немногие прошедшие курс обучения через 6—7 лет выходили в дьячки и пономари. Никто из выпускников так и не стал священником.
Лука Конашевич вёл общее с казанским губернатором следствие о раскольниках, живших на Яике у казаков, беглых из русских городов, и принимал разумные меры для обращения старообрядцев к Русской православной церкви. Он же разрешил жёнам преступников, сосланных «в вечную ссылку» в Рогервик, вступать во второй брак.
До прибытия его в Казань христианство распространялось в Казанской епархии медленно. В первой четверти XVIII века крещёных иноверцев в этой епархии считалось не более 13322 душ, тогда как некрещёных было до 285464 души, а с 1719 года по 1730 год вновь окрещённых в ведомости Казанского митрополита Сильвестра показано 2160 человек. С самых первых месяцев пребывания на кафедре епископ Лука активно занялся миссионерскими делами. Существовавшая с 1731 года в Свияжском Успенском монастыре Новокрещенская комиссия под руководством архимандрита Алексия Раифского была преобразована в Контору новокрещенских дел. Она по-прежнему подчинялась Синоду, но роль казанского архиерея в её деятельности усилилась. Именно по инициативе казанского архипастыря в декабре 1738 года был отправлен в отставку архимандрит Алексий Раифский и вместо него назначен Димитрий (Сеченов). Теперь основным орудием миссионерской деятельности стали не мирные уговоры и льготы, а жесткое административное давление, часто лишь немногим отличавшееся от прямого принуждения.
11 сентября 1740 года, за месяц до смерти, императрица Анна Иоанновна подписала указ, в соответствии с которым теперь строилась миссионерская деятельность. Множество мелких и очень конкретных распоряжений, встречающихся в тексте указа, свидетельствуют о том, что его автором был епископ Лука. Устанавливались штаты конторы, включавшие архимандрита (Димитрия Сеченова), двоих протоиереев («протопопов»), комиссара, ведавшего переселением новокрещёных или некрещеных, пятерых переводчиков, канцеляриста, двоих копиистов, троих солдат.
Каждому пожелавшему креститься выдавалось «…по кресту медному…, да по одной рубахе с порты и по сермяжному кафтану с шапкой и рукавицы, обуви чирики с чулками; а кто познатнее, тем при крещении давать кресты серебряные, кафтан из сукон крашеных, какого цвета кто похочет…, а вместо чириков сапоги… женскому полу волосники и очельники, по рубахе холщевой». Полагались и денежные подарки. Почему-то дороже всего ценилось крещение юношей от 10 до 15 лет — они получали по рублю, более младшие и взрослые получали по 50 копеек. Каждая девушка или женщина старше 12 лет тоже получала по рублю, девочки моложе 12 лет — по 50 копеек. Каждой крестившейся семье выдавалась икона Спасителя или Богородицы.
Переселение новокрещеных из деревень некрещеных ещё более усиливало неприязнь между теми и другими. Вследствие неоднократных донесений в Правительствующий сенат конторы для переселения и защищения новокрещёных о чинимых им некрещёными продерзостях, Сенат строго приказал местному начальству исполнять указы относительно новокрещёных, что не могло не усилить неудовольствия иноверцев, тем более что с отъездом Димитрия Сеченова во многом изменился характер и самой проповеди: прежде иноверцев не неволили принимать христианство, теперь же в деле обращения иноверцев стали прибегать к мерам сомнительным, и епископ Лука Конашевич не чужд был нетерпимости к иноверцам: насильно строил церкви и часовни среди инородческих населений; забирал детей против воли родителей в новокрещенские школы, совершал мимо домов иноверцев крестные ходы и проч.
Всё это создало всеобщее ожесточение и озлобление со стороны иноверцев, так что некоторые новокрещёные из татар вошли в Синод с жалобами на то, что они неволею крещены епископом Лукою Конашевичем в православную веру, будучи во время крещения не в своём уме. Первого июля 1755 года вспыхнуло очередное мощное башкирское восстание, известное как восстание Батырши. Кроме захватов башкирских земель под заводы оно было спровоцировано и антимусульманской деятельностью епископа Луки — Оренбургская губерния тогда входила в состав Казанской епархии. Действиям восставших башкир сочувствовали и казанские татары. По инициативе светской власти Синод признал необходимым 9 октября 1755 года перевести Луку Конашевича в Белгород «в предварение всеобщего смятения, а также в прекращение часто случавшихся по той же причине со светскими правительствами несогласий».

### На Белгородской кафедре
Став фактическим преемником будущего свт. Иоасафа Белгородского, преосвященный Лука и на новой кафедре явил себя ревностным поборником просвещения. Характеристикою его отношения к такого рода деятельности может служит следующий факт. Преосвященный потребовал, чтобы положенный взнос церквами 30-й доли хлеба на содержание Харьковского коллегиума производился неукоснительно, и когда священники Ахтырского ведомства просили его уволить их от исполнения сего требования за неимением при церквах ни земель, ни других каких-либо угодий, то Лука Конашевич положил на их прошении такую резолюцию: «за неисполнение преждепосланного указа доправить 30-ю долю вдвое, без всякого упущения и для того взыскания послать нарочитого по инструкции».
В заботах о лучшем устройстве хозяйственной части того же коллегиума преосвященный Лука учредил указом от 29 августа 1756 года для заведования ею собор, в котором должны присутствовать учителя богословия, философии, риторики и пиитики.
Лука Конашевич управлял епархиею два года и три месяца, скончался 1-го января 1758 года и погребён в соборной Белгородской церкви.